# Sudirman Cup
La Sudirman Cup è una competizione internazionale di badminton riservata a squadre miste.
La manifestazione si svolge ogni due anni dal 1989. Essa inoltre si teneva nella stessa sede e nello stesso anno dei Campionati mondiali, fino a quando la Badminton World Federation, nel 2003, ha deciso di dividere i due tornei.
La coppa prende il nome dall'ex giocatore e dirigente indonesiano Dick Sudirman.

## Formato
Fino al 2021 la Sudirman Cup è stata una competizione che non prevedeva una fase di qualificazione. Le squadre in competizione erano divise in 7 gruppi in base alle loro prestazioni. Solo le squadre del Gruppo 1 avevano la possibilità di contendersi il trofeo, mentre le squadre degli altri gruppi lottavano per la promozione. Fino al 2003 solo sei squadre facevano parte del Gruppo 1, prima di salire a 8 nel 2005 e poi a 12 nel 2011. Le squadre che si classificavano per ultime in ogni gruppo venivano retrocesse nel gruppo inferiore, tranne per il gruppo finale. Il sistema di promozione-retrocessione è stato utilizzato per l'ultima volta nel 2009 e le squadre in competizione da quell'anno sono state raggruppate per classifiche mondiali.
A partire dal 2021 la competizione prevede dei tornei di qualificazione continentali associati all'utilizzo del ranking per decretare le 16 squadre partecipanti che si contendono il titolo.
Le squadre sono divise in 4 gironi a cui segue una fase ad eliminazione diretta.

## Edizioni e podi
| Anno | Sede (città e nazione)    | Squadra vincitrice | Squadra finalista |
| ---- | ------------------------- | ------------------ | ----------------- |
| 1989 | Giacarta ( Indonesia)     | Indonesia          | Corea del Sud     |
| 1991 | Copenaghen ( Danimarca)   | Corea del Sud      | Indonesia         |
| 1993 | Birmingham ( Inghilterra) | Corea del Sud      | Indonesia         |
| 1995 | Losanna ( Svizzera)       | Cina               | Indonesia         |
| 1997 | Glasgow ( Scozia)         | Cina               | Corea del Sud     |
| 1999 | Copenaghen ( Danimarca)   | Cina               | Danimarca         |
| 2001 | Siviglia ( Spagna)        | Cina               | Indonesia         |
| 2003 | Eindhoven ( Paesi Bassi)  | Corea del Sud      | Cina              |
| 2005 | Pechino ( Cina)           | Cina               | Indonesia         |
| 2007 | Glasgow ( Scozia)         | Cina               | Indonesia         |
| 2009 | Canton ( Cina)            | Cina               | Corea del Sud     |
| 2011 | Qingdao ( Cina)           | Cina               | Danimarca         |
| 2013 | Kuala Lumpur ( Malaysia)  | Cina               | Corea del Sud     |
| 2015 | Dongguan ( Cina)          | Cina               | Giappone          |
| 2017 | Gold Coast ( Australia)   | Corea del Sud      | Cina              |
| 2019 | Nanning ( Cina)           | Cina               | Giappone          |
| 2021 | Vantaa ( Finlandia)       | Cina               | Giappone          |
| 2023 | Suzhou ( Cina)            | Cina               | Corea del Sud     |
| 2025 | ( Cina)                   |                    |                   |

## Successi per nazione
| Squadra       | Numero di titoli                                                                  | Numero di volte finalista              |
| ------------- | --------------------------------------------------------------------------------- | -------------------------------------- |
| Cina          | 13 (1995, 1997, 1999, 2001, 2005, 2007, 2009, 2011, 2013, 2015, 2019, 2021, 2023) | 2 (2003, 2017)                         |
| Corea del Sud | 4 (1991, 1993, 2003, 2017)                                                        | 5 (1989, 1997, 2009, 2013, 2023)       |
| Indonesia     | 1 (1989)                                                                          | 6 (1991, 1993, 1995, 2001, 2005, 2007) |
| Giappone      |                                                                                   | 3 (2015, 2019, 2021)                   |
| Danimarca     |                                                                                   | 2 (1999, 2011)                         |